# ترافیک (فیلم ۲۰۱۶)
ترافیک (انگلیسی: Traffic) فیلم هندی دلهره‌آور جاده‌ای است که توسط راجش پیلای کارگردانی شده‌است. این فیلم بازساخته‌ای از فیلمی با همین عنوان است که محصول سال ۲۰۱۱ می‌باشد. بازیگران اصلی فیلم را گروه بازیگرانی شامل مانوج باجپایی، جیمی شرگیل، پروسنجیت چاترجی، پارامبراتا چاترجی، دیویا دوتا، امول پراشار، ریچا پانای و بازیگر تازه‌کار بالیوود جیشنو راغوان هستند. فیلم در روز ۶ مهٔ ۲۰۱۶ اکران گردید و نظرات مثبتی را دریافت کرد.